# 田沢真
田沢 真（たざわ まこと、1947年9月21日 - ）はNHKの元アナウンサー。

## 人物
新潟県立村上高等学校を経て早稲田大学卒業後、1970年入局。

## 現在の担当番組
- おはようふくしま（不定期）
- 福島県のニュース

## 過去の担当番組
仙台局時代
- おはよう東北

金沢局時代
- JKニュース1（キャスター 1996年度）

福島局時代
- ふだん着の温泉 「父が守った峠の秘湯～福島・日中温泉」（2003.11下旬）
- ふくみみ (金曜日のみ出演　～2011年3月)